# Aleksandra Popławska (polityk)
Aleksandra Aniela Popławska (ur. 1984) – polska rusycystka, socjolog i polityk, w latach 2015–2019 przewodnicząca efemerycznej partii Biało-Czerwoni.

## Życiorys
Studiowała filologię rosyjską i socjologię na Uniwersytecie Jagiellońskim w Krakowie, w Instytucie Puszkina w Moskwie oraz na Uniwersytecie Warszawskim. W 2009 obroniła pracę magisterską z rusycystyki na UW (Problematyka przekładu tekstów naukowych na przykładzie tłumaczenia własnego artykułu R. Gortat „Liberalizacja w Kirgizji”). W latach 2008–2009 była przewodnicząca Samorządu Studenckiego w Instytucie Socjologii UW. Zawodowo zajmowała się marketingiem, mediami i strategią.
Od 2010 związana z kolejnymi ugrupowaniami politycznymi Janusza Palikota – była działaczką Ruchu Poparcia, a w Ruchu Palikota i Twoim Ruchu przewodziła warszawskim strukturom ugrupowań, w Twoim Ruchu była także członkiem zarządu krajowego partii.
W 2014 kandydowała bezskutecznie w wyborach do Rady Miasta Warszawy w okręgu 5 (Bielany, Żoliborz) z pierwszego miejsca na liście z KWW Andrzeja Rozenka. Na początku marca 2015 wraz z kilkudziesięcioma innymi działaczami odeszła z TR.
W czerwcu 2015 współtworzyła wraz z m.in. Andrzejem Rozenkiem, Grzegorzem Napieralskim i Sławomirem Kopycińskim nowe ugrupowanie Biało-Czerwoni i została jego przewodniczącą. W wyborach parlamentarnych w październiku tego samego roku miała startować z pierwszego miejsca na liście Biało-Czerwonych w okręgu podwarszawskim, jednak partii nie udało się zebrać wystarczającej liczby podpisów do rejestracji ogólnopolskiego komitetu, w związku z czym nie wystawiła ona list. Działała potem w powołanym w 2016 stowarzyszeniu Inicjatywa Polska, które opuściła we wrześniu 2018 ze względu na związanie się go z Koalicją Obywatelską. Podtrzymała wówczas poparcie dla Jana Śpiewaka; z list jego komitetu – Wygra Warszawa kandydowała bez powodzenia w wyborach samorządowych w tym samym roku do rady dzielnicy Mokotów.

## Życie prywatne
Ma dwie córki, od 2013 żona Marcina Rzońcy (także działacza BC). Związana z Warszawą, mieszkała na Bielanach. W 2014 zamieszkała na Mokotowie, gdzie prowadziła salę zabaw dla dzieci.